# Nesophontes superstes
A Nesophontes superstes az emlősök (Mammalia) osztályának Eulipotyphla rendjébe, ezen belül a kihalt karibicickány-félék (Nesophontidae) családjába tartozó faj.

## Rendszertani eltérések
Egyes rendszerezők szerint a Nesophontes superstes a Nesophontes micrus szinonimája. Ugyanezen kutatók szerint a Nesophontes longirostris és a Nesophontes submicrus, melyek szintén kubai elterjedésűek voltak, azonosak ezekkel a taxonokkal, tehát véleményük szerint ezek is szinonimák.

## Előfordulása
Ez az állat kizárólag Kuba nyugati felén fordult elő. Az állatot, csak egyetlen egy állkapocs alapján ismerünk. Ezt az állkapocs egy barlangban találták meg patkány (Rattus) maradványok mellett, tehát még létezett amikor az európaiak ideérkeztek.

## Életmódja
A Nesophontes superstes valószínűleg, mind a többi karibicickány-féle éjszaka, az avarban mozgott és rovarokkal, valamint egyéb gerinctelenekkel táplálkozott.